# Бивонджи
Бивонджи (итал. Bivongi) — коммуна в Италии, расположена в области Калабрия, подчиняется административному центру метропольный город Реджо-ди-Калабрия.
Население составляет 1596 человек, плотность населения составляет 64 чел./км². Занимает площадь 25,3 км². Почтовый индекс — 89040. Телефонный код — 0964.
Покровителем коммуны почитаются Пресвятая Богородица, празднование 8 сентября, и Иоанн Креститель, празднование 24 июня.